# 메디나 (가수)
메디나(Medina, 1982년 11월 30일 ~ )는 덴마크의 싱어송라이터이다. 칠레인 아버지와 덴마크인 어머니 사이에서 태어났다. 팝, R&B, 일렉트로닉, 댄스 등 다양한 장르에서 활동하고 있다.

## 음반 목록

### 덴마크어 정규 앨범
- Tæt på (2007)
- Velkommen til Medina (2009)
- For altid (2011)

### 영어 정규 앨범
- Welcome to Medina (2010)
- Forever (2012)

### 라이브 앨범
- Tæt På - Live (2014)

### EP
- Medina (2011)
- Arrogant (2014)